# Trichoplusia epicharis
Trichoplusia epicharis är en fjärilsart som beskrevs av Claude Dufay 1972. Trichoplusia epicharis ingår i släktet Trichoplusia och familjen nattflyn. Inga underarter finns listade i Catalogue of Life.